# Christian Andrade
Christian Andrade es un cantante argentino famoso en la década de 1970 por sus baladas.

## Carrera
Andrade fue un popular intérpretes de músicas melódicas románticas durante los años 1970, grabados bajo el sello de la RCA. Fue junto a los entonces jóvenes cantantes María Esther Lovero, Silvana Di Lorenzo, Héctor Santos, Horacio Ortíz y Raúl Padovani, referentes de la música de este género durante esa época en Argentina formando parte del personal del exitoso programa Musica en Libertad conducida por Leonardo Simons y Maisabé, producido por Alejandro Romay. Hicieron un especial de 16 horas con conducción de Orlando Marconi  en un acto a beneficio que llegó a medir 50 puntos de índice de audiencia.
Entre sus temas más recordados se encuentran La búsqueda, No tengo dinero (tema original de Juan Gabriel), Papi no te iras de mi, Hay una mujer en mi mundo y Amor, amor, amor, esta última en una dupla con María Esther Lovero.
En 1998 participó del cortometraje Cobani con guion de Claudio Víctor Perrin y Roberto Bianchi.
En su vida privada estuvo casado por tan solo once meses con su compañera de elenco María Esther Lovero, ceremonia que se emitió en vivo por Canal 13. Luego se radicó definitivamente en Perú donde se casó, tuvo dos hijos y posteriormente se separó.

## Televisión
- 1975: Domingos para la Juventud, con Orlando Marconi.
- 1973/1974: Sábados Circulares, conducido por Pipo Mancera.
- 1971/1974: Música en Libertad.
- 1971: Alta tensión.

## Temas interpretados
- Hola hola dulzura, de Palito Ortega.
- No tengo dinero
- Papi no te iras de mi
- Hay una mujer en mi mundo
- La búsqueda
- Todos se parecen a vos
- Rosa
- Sentí mi corazón
- La muchacha que yo soñé
- Todos están sordos
- No te quiere
- El verano te espera
- Cada día que no estas